# هاف-لايف: ديكاي
هاف-لايف: ديكاي (بالإنجليزية: Half-Life: Decay)‏ هي حزمة توسعية متعددة اللاعبين فقط للُّعبة التصويب من منظور الشخص الأول هاف-لايف الخاصة بفالف. اللُّعبة من تطوير غيربوكس سوفتوير، ونشر سييرا إنترتينمنت. تم إصدار اللُّعبة كجزء من إصدار بلاي ستيشن 2 من هاف-لايف في عام 2001. هي الحزمة التوسعة الثالثة لـ هاف-لايف. ومثل سابقاتها، تدور أحداث اللُّعبة في أماكن وأحداث هاف-لايف ولكن ببطل أخر. يتحكم اللاعب بعالمتان تعملان في مركز بلاك ميسا للأبحاث. اللُّعبة هي لُعبة تعاونية مُتعددة اللاعبين، تم تصميمها ليلعبها شخصان معًا لتخطي مستويات اللُّعبة.
لم تكن اللُّعبة ناجحة بشكل كبير، ولكن تم استقبالها ببعض الإيجابية من قُبل صحف ألعاب الفيديو. قال العديد من المُراجعين أن اللُّعبة كانت ممتعة للعب مع صديق، ولكن أسُلوب اللعب الأكثر توجهًا نحو الألغاز ينتقص إِلى حد ما من التجربة الكلية. ذكر عدد من المُراجعات أن اللُّعبة لم تكن أكثر من مجرد إضافة لإصدار بلاي ستيشن 2 من هاف-لايف.

## أُسلوب اللعب
كما هو الحال مع الألعاب الأخرى في سلسلة هاف-لايف، فإن ديكاي هي لعبة تصويب من منظور الشخص الأول. تجعل اللُّعبة اللاعبين المشاركة في قتالات مع شخصيات مُعادية غير قابلة للعب، وإكمال المهام، وحل الألغاز المختلفة للتقدم خلال اللُّعبة. ومع ذلك، تختلف اللُّعبة عن حزمتي التوسعة الأولتي، وهما هاف-لايف: أوبوزينغ فورس، وهاف-لايف: بلو شيفت، من حيث أنها مُصممة للعب التعاوني. يتطلب هذا من اللاعبين العمل معًا للتقدم عبر مُستويات اللُّعبة، وحل الألغاز عند ظهورها داخل اللُّعبة. من المفترض أن يلعبها شخصان في وضع تقسيم الشاشة، إلا أنه لا يزال من الممكن لعب اللُّعبة بواسطة لاعب واحد، في هذه الحالة، يمكن للاعب التحكم في شخصية واحدة فقط في كل مرة، ويمكنه التبديل بين الشخصين بسرعة. عندما لا تكون الشخصية قيد الاستخدام، يكون لديها ما يكفي من الذكاء الاصطناعي للدفاع عن نفسها، ولكن بخلاف ذلك لا تتحرك من حيث تركها اللاعب.
في هاف-لايف، عادةً ما يقاتل اللاعبون بمفردهم ويواجهون أحيانًا شخصيات ودية تساعدهم، مثل حراس الأمن، والعلماء. بينما ديكاي تتميز بالمستويات حيث يكون هذا هو الحال، تم تخصيص أقسام مهمة في اللُّعبة للعمل مع شخصيات ودية غير قابلة للعب، وعادة ما ترافقهم إلى أهداف مختلفة وحمايتهم في المعارك. تملأ اللُّعبة مجموعة من الشخصيات العدوة من هاف-لايف، بما في ذلك المخلوقات الفضائية مثل هيدكراب، وفورتيجاونتس، بالإضافة إلى الجنود البشريين الذين تم إرسالهم لاحتواء التهديد الفضائي. يمكن للاعبين الوصول إلى مجموعة محدودة من أسلحة هاف-لايف لمساعدتهم في اللُّعبة.
تعتبر اللُّعبة فريدة من نوعها من سلسلة هاف-لايف من حيث أنها اللُّعبة الوحيدة المُقسمة إِلى مُهام مُنفصلة، لكل منها هدف مُحدد للمتابعة، بدلاً من أن تتكون من قصَّة واحدة غير منقطعة. يتم تصنيف أداء اللاعبين في كل مهمة في ختام المستوى كدرجات من "A" إلى "F". تعتمد هذه الدرجة على دقة كل لاعب في التعامل مع الأسلحة وعدد عمليات القتل التي حصلوا عليها ومقدار الضرر الذي لحق بهم أثناء المهمة. إذا أكمل اللاعبون مهام اللُّعبة التسع بنجاح مع درجات "A" في كل مستوى، فسيتم منحهم إمكانية الوصول إلى مهمة تعاونية إضافية ، حيث يمكنهم اللعب كزوج من فورتيجاونتس.

## القصَّة
تقع أحداث لعبة ديكاي في نفس الموقع والإطار الزمني للُّعبة هاف-لايف. تدور أحداث هاف-لايف في مختبر يسمى مركز بلاك ميسا للأبحاث، الواقع في صحراء نائية في نيو مكسيكو. في هاف-لايف، يتحكم اللاعب بغوردون فريمان، وهو عالم مُتورط في حادث فتح بوابة مُتعددة الأبعاد لعالم يسمى زن، مما يسمح للمخلوقات الغريبة من هذا العالم بمهاجمة المركز. يوجه اللاعب فريمان في محاولة للهروب من المركز وإغلاق البوابة، وفي النهاية يُسافر إلى زن للقيام بذلك. مثل الحزم التوسعة السابقة، تدور أحداث اللُّعبة في اماكن وأحداث هاف-لايف ولكن من منظور مجموعة مختلفة من الأبطال. في اللُّعبة يتحكم اللاعب بكوليت جرين، وجينا كروس، وهما طبيبان يعملان في نفس المختبر الذي يعمل به فريمان، حيث يقومان بتحليل المواد والعينات الشاذة المسترجعة من زن في تجارب النقل الآني السابقة. بعد حدوث الكارثة التي تسببت في غزو الفضائيين، يجب عليهما العمل مع عضوين رفيعي المستوى من الفريق العلمي، هما الدكتور ريتشارد كيلر، والدكتور روزنبرغ، لاحتواء واستقرار الوضع المتدهور في بلاك ميسا.
تبدأ اللُّعبة بوصول كوليت جرين، وجينا كروس إِلى بلاك سيما وتُقديم تقرير إِلى الدكتور كيلر، الذي يستعد لتحليل عينة مجهولة. على الرغم من اعتراضات الدكتور روزنبرغ على دفع مُعدات التحليل إِلى ما هو أبعد من قدراتها التصميمية، تم تعيين كروس وجرين للمساعدة في إعداد التجربة لجوردون فريمان. عندما يقوم فريمان بإدخال العينة في حزمة الجهاز، فإنه يطلق "سلسلة زن"، مما يتسبب في أضرار جسيمة للمركز ونقل كائنات فضائية عن بعد إلى المركز. يتفق كيلر وروزنبرغ على أن بلاك ميسا لا يمكنها التعامل مع الوضع بمفردها، ولذلك قررا طلب المساعدة العسكرية. كروس وغرين يرافقان روزنبرغ إلى السطح، حيث يرسل إشارة استغاثة إلى الجيش. ومع ذلك، أمر الجيش ليس فقط باحتواء الموقف، ولكن لإسكات المركز بقتل موظفيه. يختار روزنبرغ البقاء في الخلف للقاء الجيش عند الوصول وعودة كروس وغرين إلى كيلر.
بمجرد وصولهم إِلى كيلر، يعمل كروس وغرين على ختم تمزق الأبعاد لوقف الغزو. يصل الجيش ويُحاول إزالة جميع الأفراد. بعد إعادة ضبط المعدات الرئيسية لمنع حدوث صدع في البعد الثاني، تم تكليف الإثنين بإعداد قمر صناعي للإطلاق. يتم استخدام القمر الصناعي، الذي أطلقه فريمان في هاف-لايف، جنبًا إلى جنب مع المعدات الأرضية لإضعاف تأثيرات سلسلة الرنين بشكل كبير. يقوم كيلر بمهمة كروس وغرين بتنشيط هذه المجموعة من المعدات النموذجية، وهي منارة الإزاحة، والتي قد تكون قادرة من خلال القمر الصناعي على سد الصدع الأبعاد. ومع ذلك، بعد تنشيط المنارة، يتم القبض على الحرفين في "ارتداد توافقي"، وهو تشويه ناتج عن الصدع. واستطاعوا كروس وجرين على العودة بأمان ويهنئهم كيلر على نجاحهم.
تتوفر مهمة فورتيجاونتس غير القابلة للفتح معلومات أساسية تشرح كيف يتم الحصول على البلورات البرتقالية المستخدمة بواسطة آلة ختم الصدع في هاف-لايف: ديكاي واستخدامها من قبل نيهيلانث خلال معركة الرئيس النهائية في هاف-لايف. تُقاتل فورتيجاونتس التي يتحكم فيها اللاعبان عبر مشاة البحرية، والفرقة الشوداء في مجمع بلاك سيما تحت الأرض للعثور على البلورات البرتقالية في الجزء الخلفي من شاحنة عسكرية. في هذه المرحلة تتلاشى الشاشة ويتم إعلان نجاح المهمة، يُفترض أن نيهيلانث يعيدهم إلى زن ويثبت البلورات في كهفه.

## وصلات خارجية
- هاف-لايف: ديكاي